# Ministerstwo Górnictwa (1950–1955)
Ministerstwo Górnictwa – polskie ministerstwo istniejące w latach 1950–1955, powołane w celu kierowania i zarządzania całokształtem spraw związanych z rozwojem przemysłu kopalnego. Minister był członkiem Rady Ministrów. 

## Powołanie urzędu
Na podstawie ustawy z 1950 r. o przekształceniu urzędu Ministra Górnictwa i Energetyki w urząd Ministra Górnictwa ustanowiono nowy urząd w miejsce zniesionego urzędu Ministra Górnictwa i Energetyki. Sprawy przemysłu energetycznego przekazano do zakresu działania Ministra Przemysłu Ciężkiego.

## Ministrowie
- Ryszard Nieszporek (1950–1954)
- Piotr Jaroszewicz (1954–1955)

## Zniesienie urzędu
Na podstawie dekretu z 1955 r. o przekształceniu urzędu Ministra Górnictwa w urząd Ministra Górnictwa Węglowego zniesiono urząd Ministra Górnictwa.